# Stonybrook-Wilshire
Stonybrook-Wilshire és una concentració de població designada pel cens dels Estats Units a l'estat de Pennsilvània. Segons el cens del 2000 tenia 5.414 habitants.

## Demografia
Segons el cens del 2000, Stonybrook-Wilshire tenia 5.414 habitants, 2.105 habitatges, i 1.660 famílies. La densitat de població era de 622,1 habitants/km².
Dels 2.105 habitatges en un 32,4% hi vivien nens de menys de 18 anys, en un 70,3% hi vivien parelles casades, en un 6,8% dones solteres, i en un 21,1% no eren unitats familiars. En el 17,1% dels habitatges hi vivien persones soles el 7,7% de les quals corresponia a persones de 65 anys o més que vivien soles. El nombre mitjà de persones vivint en cada habitatge era de 2,57 i el nombre mitjà de persones que vivien en cada família era de 2,91.
Per edats la població es repartia de la següent manera: un 24,1% tenia menys de 18 anys, un 5,7% entre 18 i 24, un 25,1% entre 25 i 44, un 29,9% de 45 a 60 i un 15,3% 65 anys o més.
L'edat mediana era de 42 anys. Per cada 100 dones de 18 o més anys hi havia 92,5 homes.
La renda mediana per habitatge era de 57.006 $ i la renda mediana per família de 65.111 $. Els homes tenien una renda mediana de 47.467 $ mentre que les dones 28.162 $. La renda per capita de la població era de 27.418 $. Entorn del 3,6% de les famílies i el 4,7% de la població estaven per davall del llindar de pobresa.

## Poblacions més properes
El següent diagrama mostra les poblacions més properes.